# كا عبر
كاعبر أيضا المعروف باسم شيخ البلد، كان الكاتب والكاهن المصري القديم الذي عاش بين أواخر الأسرة المصرية الرابعة وأوائل الأسرة المصرية الخامسة (حوالي 2500 قبل الميلاد). على الرغم من أن رتبته ليست من بين أعلى المستويات، إلا أنه معروف جيدًا بتمثاله الخشبي الشهير.
لا يعرف سوى القليل عن حياة كعبر. كانت ألقابه كبير الكهنة وكاتبًا للملك في الجيش، وربما كان الأخير مرتبطًا ببعض الحملات العسكرية في جنوب بلاد الشام. اكتشفت مصطبته (المسماة «سقارة C8») من قبل أوجوست مارييت في مقبرة سقارة، شمال هرم زوسر. أثناء الحفر، عثر حفارة مصريين على التمثال، وأعجبوا به على ما يبدو من واقعيته الاستثنائي، فأطلقوا عليه شيخ البلاد(العربية ل «مختار القرية») على الأرجح بسبب وجود بعض التشابه بين التمثال وكبيرهم المحلي. يبلغ التمثال - الموجود حاليًا في متحف القاهرة المصري، سي جي 34 - 112 سنتيمتر (3.67 قدم) ، فهو طويل ومحفور من خشب الجميز، ويصور كعبر السمين أثناء المشي مع الموظفين. وجه التمثال المستدير السلمي نابض بالحياة تقريبًا بفضل العيون، المصنوعة من الكريستال الصخري والألواح النحاسية الصغيرة؛ غالبًا ما يُستشهد به كمثال على المستوى الرائع للحرفية والواقعية الذي تحقق خلال أواخر الأسرة الرابعة. من نفس المصطبة جاء أيضا تمثال خشبي لامرأة، تعتبر عادة زوجة كعبر (CG 33).

## شرح التمثال

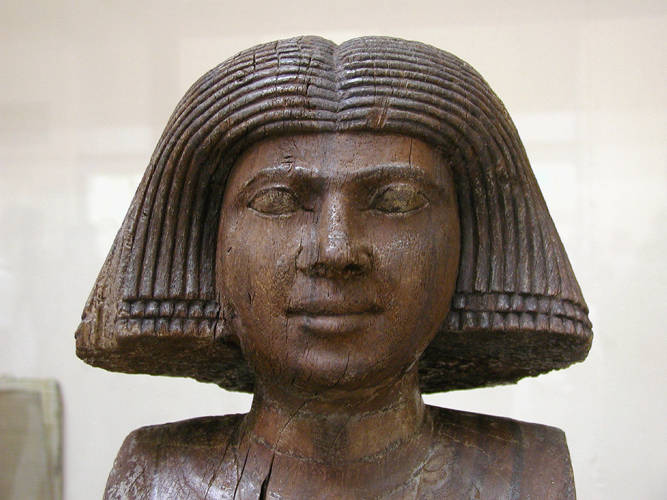
تمثال لزوجة Kaaper CG 33

نجد العين في التمثال مطعمة الكريستال الصخري تظهر التمثال وكأنه حى وهو نطبيقا للفكر والعقيدة التي سيطرت على تفكير المصري القديم من حيث الخلود والبعث من جديد، يرتدى كاعبر النقبة الطويلة فخرج الفنان عن المثالية في النحت في هذا التمثال فصور كاعبر هنا بهيئتة الطبيعية، حيث الكرش والسمنة فدليل ذلك على العز أو مكانه صاحب التمثال الاجتماعية وأيضا تقدمه في السن يدل على حكمته، فكانت تصنع تماثيل الخشب عن طريق قطع ثم تركب وتثبت بقطع من الاخشاب كمسامير خشبيه كما واضح بجانب كتفيه، فصنعت يده اليمنى قطعة واحده ورممت عند عرضها بالمتحف المصري اما اليد اليسرى فهي قطعتان والتمثال يمسك بيده عصى التي فقدت ووضع مكانه أخرى حديثة تدل على القيادة، ويقدم قدمه اليسرى كنوع من العسكرية أو الجدية، فكان يشغل كاعبر وظيفة كاهن حتى وصل إلى حاكم اقليم.

## وصلات خارجية
- موقع الناشر الحضارة المصرية القديمة
- موقع مصر الخالدة